# Medibank International Sydney 2011
Medibank International Sydney 2011 — тенісний турнір, що проходив на відкритих кортах з твердим покриттям. Це був 119-й за ліком Sydney International. Належав до категорії 250 у рамках Туру ATP 2011, а також до категорії Premier у рамках Туру WTA 2011. І чоловічі, і жіночі змагання відбулись у NSW Tennis Centre у Сіднеї (Австралія). Тривав з 9 до 15 січня 2011 року.

## Учасниці

### Сіяні пари
| Країна    | Гравчиня           | Рейтинг* | Сіяна |
| --------- | ------------------ | -------- | ----- |
| Данія     | Каролін Возняцкі   | 1        | 1     |
| Росія     | Віра Звонарьова    | 2        | 2     |
| Бельгія   | Кім Клейстерс      | 3        | 3     |
| Австралія | Саманта Стосур     | 6        | 4     |
| Італія    | Франческа Ск'явоне | 7        | 5     |
| Сербія    | Єлена Янкович      | 8        | 6     |
| Білорусь  | Вікторія Азаренко  | 10       | 7     |
| КНР       | Лі На              | 11       | 8     |

* Станом на 3 січня 2011

### Інші учасниці
Нижче наведено учасниць, які отримали вайлдкард на участь в основній сітці:
- Єлена Докич[2]
- Анастасія Родіонова[3]

Гравчині, що пробились в основну сітку через стадію кваліфікації:
- Луціє Градецька
- Бояна Йовановські
- Катерина Макарова
- Віржіні Раззано
- Сандра Заглавова
- Барбора Стрицова

Гравчиня, що потрапила в основну сітку як щасливий лузер:
- Сібіль Баммер[4]

## Учасники

### Сіяні учасники
| Країна            | Гравець               | Рейтинг* | Сіяний |
| ----------------- | --------------------- | -------- | ------ |
| США               | Сем Кверрі            | 18       | 1      |
| Кіпр              | Маркос Багдатіс       | 20       | 2      |
| Латвія            | Ернестс Гульбіс       | 24       | 3      |
| Сербія            | Віктор Троїцький      | 30       | 4      |
| Франція           | Рішар Гаске           | 29       | 5      |
| Іспанія           | Фелісіано Лопес       | 32       | 6      |
| Іспанія           | Гільєрмо Гарсія-Лопес | 33       | 7      |
| Китайський Тайбей | Лу Єн-Сун             | 35       | 8      |

* Рейтинг подано станом на 3 січня 2011.

### Інші учасники
Нижче наведено учасників, які отримали вайлдкард на участь в основній сітці:
- Хуан Мартін дель Потро[5]
- Меттью Ебден[6]
- Джеймс Ворд[1]

Гравець, що пробився в основну сітку через стадію кваліфікації:
- Ігор Андрєєв
- Фредеріко Жіль
- Кріс Гуччоне
- Бернард Томіч

## Фінальна частина

### Чоловіки. Одиночний розряд
Жиль Сімон —  Віктор Троїцький, 7–5, 7–6(7–4)
- Для Сімона це був перший титул за сезон і 8-й - за кар'єру.

### Одиночний розряд. Жінки
Лі На —  Кім Клейстерс, 7–6(7–3), 6–3
- Для Лі це був 1-й титул за рік і 4-й — за кар'єру.

### Парний розряд. Чоловіки
Лукаш Длуги /  Пол Генлі —  Боб Браян /  Майк Браян, 6–7(6–8), 6–3, [10–5]

### Парний розряд. Жінки
Івета Бенешова /  Барбора Стрицова —  Квета Пешке /  Катарина Среботнік, 4–6, 6–4, [10–7].